# بن کوله
بن کوله (هلندی: Ben Collett؛ زادهٔ ۱۱ سپتامبر ۱۹۸۴) یک بازیکن فوتبال است.